# Емболия
Емболията е процес на пренасяне чрез кръвния или лимфния поток на чужди за състава на кръвта плътни, течни или газообразни тела (вещества) – емболи, които водят до механично запушване на кръвоносните или лимфни съдове. Емболът може да бъде съсирена кръв, част от тумор, мастни капки, въздух и пр. В зависимост от големината на ембола и мястото на запушване (в белодробните артерии), емболията може да бъде смъртоносна. При попадане в магистрална артерия, кръвоснабдяваната от нея част от тялото или орган могат да загинат – некроза, гангрена.